# Lysandra syngraphoides
Lysandra syngraphoides är en fjärilsart som beskrevs av De Sagarra 1924. Lysandra syngraphoides ingår i släktet Lysandra och familjen juvelvingar. Inga underarter finns listade i Catalogue of Life.